# Claude Farrère
Claude Farrère, născut Frédéric-Charles Bargone, (n. 27 aprilie 1876, Lyon, Rhône⁠(d), Franța – d. 21 iunie 1957, Paris, Île-de-France, Franța) a fost un ofițer de marină și scriitor francez.

## Biografie
Călcând pe urmele tatălui său, colonel de infanterie marină, el a urmat o carieră militară și a fost admis în 1894 la Școala navală din Lanvéoc. A fost promovat sublocotenent în 1899, locotenent în 1906, apoi căpitan de corvetă în anul 1918. El a demisionat din Marină în 1919 pentru a se consacra în întregime literaturii.
Talentul lui i-a adus premiul Goncourt în 1905 pentru romanul Les Civilisés. El s-a inspirat din experiența sa și din călătoriile sale pentru a scrie o operă foarte vastă. A scris în principal romane de succes, dar și relatări de călătorie, cărți de marină și studii pe teme de politică internațională. A fost prieten cu Pierre Louÿs și Victor Segalen și i-a purtat o mare stimă lui Pierre Loti.
Opera lui Claude Farrère fost uneori apropiată de cea din urmă. Astfel, el a fost interesat în special de Turcia, pe care a vizitat-o de unsprezece ori începând din 1902, și mai ales de Japonia, față de care a avut o prietenie ce a rămas constată pe parcursul vieții sale. Farrère a fost invitat de guvernul japonez în 1938 în calitate de scriitor „independent”. În cursul acestui sejur, el a vizitat China, Coreea de Nord și Manciukuo și a fost decorat cu Ordinul Tezaurului Sacru clasa a II-a. El a scris, de asemenea, un volum de nuvele fantastice, L'Autre côté, dintre care unele au fost republicate ulterior în revista Fiction. În 1906 el a publicat L'Homme qui assassina (cu ilustrații de Ch. Atamian): cu douăzeci de ani înainte de Agatha Christie, Claude Farrère a făcut un asasin drept narator al unui roman polițist.
Pe 22 decembrie 1919 s-a căsătorit la Paris (arondismentul 16) cu Josephine Victorine Roger, o actriță de teatru cunoscută sub pseudonimul „Henriette Roggers” cu trei ani mai în vârstă decât el. Cuplul nu a avut copii, iar după moartea soției sale, la 22 ianuarie 1950, Claude Farrère a rămas văduv.

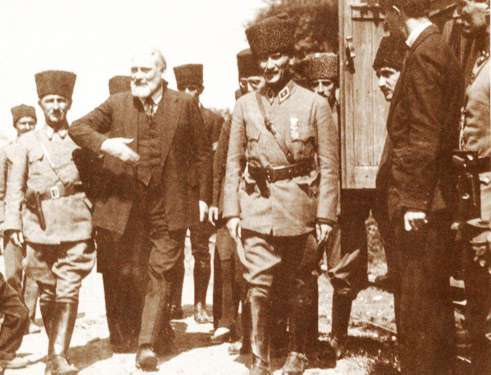
Claude Farrère vizitându-l pe Atatürk la Izmit în 1922.

El a susținut Imperiul Otoman în timpul războaielor balcanice, apoi mișcarea kemalistă în timpul Războiului de Independență al Turciei, dar a regretat, începând din 1925, politica secularistă a lui Mustafa Kemal Atatürk. Farrère și-a reluat acest angajament în Turquie ressuscitée (1930).

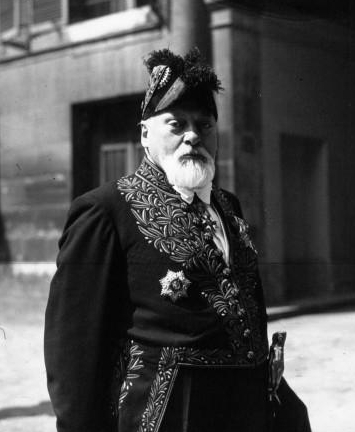
Claude Farrère în costum de membru al Academiei Franceze

În 1933 s-a înrolat în Comitetul francez pentru protejarea intelectualilor evrei  persecutați; de asemenea, el a cerut Franței să-i primească pe evreii fugiți din Germania, atât în numele generozității franceze, cât și în numele interesului superior al țării: primirea acestor evrei ar fi fost „o afacere bună”, asemănătoare cu găzduirea în Germania a protestanților francezi după revocarea edictului de la Nantes.
În perioada interbelică a colaborat la revista organizației de dreapta Croix-de-Feu, Le Flambeau; a aderat la această asociație în noiembrie 1932.
Pe 6 mai 1932 s-a interpus între președintele Paul Doumer și asasinul Paul Gorgulov, fiind rănit de două gloanțe în braț.
A publicat în 1934 o Istorie a Marinei Franceze, în care a explicat faptul că înrolarea în Marină a fost întotdeauna în Franța apanajul unei elite luminate, fiind în general puțin susținută de opinia publică, și că marile înfrângeri suferite de Franța (la începutul Războiului de O Sută de Ani, în perioada lui Ludovic al XIV-lea și Napoleon) s-au datorat, în general, absenței unei marine puternice.
Claude Farrère a fost ales membru al Academiei Franceze pe 28 martie 1935, în aceeași zi cu André Bellessort și Jacques Bainville. El l-a învins cu cinci voturi în plus pe contracandidatul său, Paul Claudel, pentru a-i succede lui Louis Barthou pe fotoliul 28. După război a devenit membru al Asociației pentru apărarea memoriei mareșalului Pétain.
El a fost președinte al Asociației scriitorilor luptători. Numele său a fost dat unui premiu literar acordat de această asociație, premiul Claude Farrère, creat în 1959 pentru „un roman de ficțiune care nu a obținut anterior niciun alt premiu literar mare”.
A fost înmormântat la Sainte-Foy-lès-Lyon, alături de soția sa.

## Lucrări
- Le Cyclone (1902)
- Fumée d'opium (1904)
- Les Civilisés (1905) - Premiul Goncourt
- L'homme qui assassina (1906)
- Pour vaincre la mer (1906)
- Mademoiselle Dax, jeune fille (1907)
- Trois hommes et deux femmes (1909)
- La Bataille (1909)
- Les Petites Alliées (1910)
- Thomas l'Agnelet (1911)[19]
- La Maison des hommes vivants (1911)
- Dix-sept histoires de marins (1914)
- Quatorze histoires de soldats (1916)
- La Veille d'armes (1917, în colaborare cu Lucien Népoty)
- La Dernière Déesse (1920)
- Les Condamnés à mort (1920)
- Roxelane (1920)
- La Vieille Histoire (1920)
- Bêtes et gens qui s'aimèrent (1920)
- Croquis d'Extrême-Orient (1921)
- L'Extraordinaire Aventure d'Achmet Pacha Djemaleddine (1921)
- Contes d'Outre-Mer et d'autres mondes (1921)
- Les Hommes nouveaux (1922)
- Stamboul (1922)
- Lyautey l'Africain (1922)
- Histoires de très loin ou d'assez près (1923)
- Trois histoires d'ailleurs (1923)
- Mes voyages : La promenade d'Extrême-Orient (vol. 1, 1924)
- Combats et batailles sur mer (1925, în colaborare cu comandantul Paul Chack)
- Une aventure amoureuse de Monsieur de Tourville (1925)
- Une jeune fille voyagea (1925)
- L'Afrique du Nord (1925)
- Mes voyages : En Méditerranée (vol. 2, 1926)
- Le Dernier Dieu (1926)
- Cent millions d'or (1927)
- L'École de jazz de Claude Farrère et Dal Médico (1927)[20]
- La Nuit en mer, Paris, libr. Flammarion, col. « Les Nuits » (1928)
- L'Autre Côté (1928)
- La Porte dérobée (1929)
- La Marche funèbre (1929)
- Loti (1929)
- Loti et le chef (1930)
- Turquie ressuscitée (1930)
- Shahrâ sultane et la mer (1931)
- Les Tribulations d'un Chinois en Chine (1931)[21]
- L'Atlantique en rond (1932)
- Deux combats navals, 1914 (1932)
- Sur mer, 1914 (1933)
- Les Quatre Dames d'Angora (1933)
- Histoire de la Marine française (1934)[22]
- Petits miroirs de la mer, cu Abel Bonnard, Maurice Guierre, Jean Painlevé, André Savignon și Roger Vercel (1934)
- Le Quadrille des mers de Chine (1935)
- L'Inde perdue (1935)
- Sillages, Méditerranée et navires (1936)
- L'Homme qui était trop grand (1936, în colaborare cu Pierre Benoit)
- Visite aux Espagnols (1937)
- Les Forces spirituelles de l'Orient (1937)
- Le Grand Drame de l'Asie (1938)
- Les Imaginaires (1938)
- La Onzième Heure (1940)
- L'Homme seul (1942)
- Fern-Errol (1943)
- La Seconde Porte (1945)
- La Gueule du lion (1946)
- La Garde aux portes de l'Asie (1946)
- La Sonate héroïque (1947)
- Escales d'Asie (1947)
- Cent dessins de Pierre Loti commentés par Claude Farrère (1948)
- Job, siècle XX (1949)
- La Sonate tragique (1950)
- Le Pavillon sur la dune, în Les œuvres libres, 1 august 1950
- Je suis marin (1951)
- La Dernière Porte (1951)
- L'île aux images, în Les œuvres libres, 1 august 1950
- Le Traître (1952)
- La Sonate à la mer (1952)
- L'Élection sentimentale (1952), éd. Baudinière
- Les Petites Cousines (1953)
- Mon ami Pierre Louïs (1953)
- L'amiral Courbet, vainqueur des mers de Chine, éd. françaises d'Amsterdam (1953)
- Jean-Baptise Colbert (1954)
- Le Juge assassin (1954)
- Lyautey créateur (1955)

## Omagii
Mai multe străzi din Franța îi poartă numele:
- o stradă din cartierul Montchat, aflat în arondismentul 3 al orașului său natal, Lyon;
- o stradă din Paris;
- o stradă din orașul Ermont;
- un bulevard din Toulon;
- o stradă, Klodfarer caddesi,[23] în cartierul Sultanahmet din Istanbul.
- un bulevard din Saint-Jean-de-Luz, pe coasta bască, cu o placă comemorativă în fața fostei sale clădiri cu vedere către Oceanul Atlantic.